# Aleksandr Iszlinski
Aleksandr Juljewicz Iszlinski (ros. Александр Юльевич Ишлинский, ur. 24 lipca?/6 sierpnia 1913 w Moskwie, zm. 7 lutego 2003 tamże) – radziecki matematyk i mechanik.

## Życiorys
Pochodził z rodziny szlacheckiej. W 1930 ukończył moskiewskie technikum elektromechaniczne, a w 1935 Wydział Mechaniczno-Matematyczny Moskiewskiego Uniwersytetu Państwowego, w 1938 został kandydatem, w 1943 doktorem, a w 1944 profesorem Uniwersytetu Moskiewskiego. W latach 1931–1938 wykładał w moskiewskim technikum elektromechanicznym, później w wielu innych moskiewskich szkołach wyższych, 1943–1945 kierował katedrą mechaniki teoretycznej w Moskiewskiej Szkole Wojskowo-Inżynieryjnej, 1945–1946 był starszym pracownikiem naukowym Instytutu Mechaniki Akademii Nauk ZSRR, 1948–1955 był dyrektorem Instytutu Matematyki Akademii Nauk Ukraińskiej SRR jako członek rzeczywisty Akademii Nauk Ukraińskiej SRR. W 1955 wrócił do Moskwy i w 1956 został kierownikiem katedry mechaniki stosowanej Moskiewskiego Uniwersytetu Państwowego, w latach 1958–1959 był tam dyrektorem Instytutu Mechaniki. W latach 50. brał aktywny udział w realizacji programu kosmicznego ZSRR, współpracując z Mstisławem Kiełdyszem, Nikołajem Piluginem i Wiktorem Kuzniecowem. Od 1960 był akademikiem Akademii Nauk ZSRR, w 1965 został dyrektorem Instytutu Problemów Mechaniki Akademii Nauk ZSRR (do 1990), sprawował mandat deputowanego do Rady Najwyższej ZSRR 9. i 10. kadencji (1974–1984). Był honorowym członkiem Międzynarodowej Akademii Historii Nauki w Paryżu (1981) i członkiem zagranicznym PAN (1977). Pochowany na Cmentarzu Wwiedieńskim w Moskwie.

## Odznaczenia i nagrody
- Medal Sierp i Młot Bohatera Pracy Socjalistycznej (17 czerwca 1961)
- Order Lenina (trzykrotnie – 20 kwietnia 1956, 17 czerwca 1961 i 8 sierpnia 1973)
- Order Rewolucji Październikowej (17 września 1975)
- Order Czerwonego Sztandaru Pracy (trzykrotnie – 21 grudnia 1957, 29 sierpnia 1969 i 11 maja 1981)
- Order Przyjaźni Narodów (dwukrotnie – 20 sierpnia 1986 i 4 sierpnia 1993)
- Order „Znak Honoru” (3 maja 1954)
- Nagroda Leninowska (1960)
- Nagroda Państwowa ZSRR (1981)
- Order Cyryla i Metodego I klasy (Bułgaria, 1970)

i medale.